# František Voceďálek
František Voceďálek (někdy též Woczedialek, Vodseďálek, 25. dubna 1762 Stará Ves u Vysokého nad Jizerou – 14. března 1843 Nová Ves nad Popelkou) byl český krejčí, písmák, dramatik, divadelník, herec a obrozenec, zakladatel Selského divadla na Semilsku. Byl členem vysockého ochotnického souboru Krakonoš, prvního česky hrajícího ochotnického spolku v českých zemích. Až v dospělosti nabyl gramotnosti, následně pak tvořil vlastní divadelní hry a byl činný v oboru lidového divadla.

## Život

### Mládí
Narodil se ve Staré Vsi u Vysokého nad Jizerou, tedy v českém jazykovém prostředí, které ve druhé polovině 18. století stále čelilo tendencím poněmčování. Byl patrně negramotný, vyučil se krejčím. Aby uživil početnou rodinu, přivydělával si rovněž jako švec, zedník či kreslič stavebních plánů.

### Divadlo
Okolo roku 1802 se přidal k divadelnímu spolku vedenému Janem Petruškou, zdejším podučitelem, který byl dramatikem a organizátorem místního divadelního dění. Nejspíše od něho pak nabyl plné gramotnosti a začal číst Bibli, v divadle pak působil jako herec. Po Petruškově smrti roku 1819 navázal spolu s Janem Nyplem z Nové Paky na jeho činnost.
Roku 1809 pobýval Voceďálek v Praze u svého syna, který zde sloužil na vojně. Zde navštívil profesionální českou divadelní produkci a plně se nadchl pro myšlenku divadla. Po návratu začal pracovat na vlastním divadelním díle a roku 1811 představit svůj veršovaný text Mojžíš, inspirovaný biblickou legendou o Mojžíšovi, která byla následně vysockými ochotníky nazkoušena a hrána jakožto sousedské divadlo po chalupách ve Staré Vsi. V následujících letech sepsal několik divadelních her, povětšinou s biblickými náměty. Jeho posledním známým kusem je dílo Nová komedie o Samsonoji z roku 1827.

### Úmrtí
František Voceďálek zemřel 14. března 1843 v Nové Vsi nad Popelkou ve věku 80 let.

### Rodina
Jeho vzdáleným potomkem byl český básník Ivo Vodseďálek.

## Dílo
- Mojžíš (1811)
- Nová komedii o Davidoji
- Nová komedie o Libuši
- Nová komedie o sv. Petru a Pavlovi
- Nová komedie o Samsonoji (1827)